# Dům čp. 4 (Praha-Koloděje)
Dům čp. 4 představuje areál skládající se z obytného domu, jízdárny a zděného oplocení s bránou. Komplex se nachází v Praze-Kolodějích, v blízkosti zámku.

## Historie
Písemné zmínky o statku na tomto místě sahají až do 17. století, stávající budovy pocházejí zřejmě ze druhé poloviny 19. století a výstavba jízdárny je doložena až v letech 1940–1941. V roce 1922 byla před obytnou budovu přemístěna od domu čp. 45 socha sv. Jana Nepomuckého.
V roce 2019 byla obytná budova včetně oplocení s bránou a souvisejících pozemků prohlášena kulturní památkou. Jízdárna s připojovací chodbou kulturní památkou prohlášena nebyla.

## Majitelé
Od čtyřicátých let 19. století byl areál podle majitelů nazývám Martinovský statek. V roce 1904 se vlastníkem stal Jan z Lichtenštejna. V letech 1927–1937 statek vlastnili, stejně jako sousední zámek, Holekovi. V roce 1937 zámek i se statkem koupil Antonín Kumpera, generální ředitel závodů Walter, který byl také investorem stavby jízdárny v letech 1940–41.
Do roku 2016 byla v objektu provozována restaurace. V současné době (2024) je vlastníkem komplexu stejná akciová společnost, která vlastní zámek Koloděje.

## Architektura
Obytný dům na obdélníkovém půdorysu je přízemní, s valbovou střechou. Uliční průčelí domu je pojato velmi dekorativně, podobně je pojednáno i boční dvorní průčelí: okna mají šambrány a nadokenní i podokenní římsy, korunní římsa je doplněna pásem s čabrakovým motivem, půdní polopatro je zdobeno šesticípými zaslepenými otvory, přes celou fasádu se táhnou bosované pilastry. Ostatní fasády domu jsou výrazně jednodušší.  
Budova jízdárny, rovněž na obdélníkovém půdorysu, přízemní, s valbovou střechou, je s obytným domem spojena úzkou chodbou. Fasády jsou jednoduše členěné přízedními hranolovými pilíři. Okna jsou segmentově zaklenuta a mají jednoduché podokenní římsy.
Ohradní zeď s bránou a brankou je členěna prostými lizénovými pásy. Branka je obdélníková, hlavní brána je zaklenuta polokruhem.